# Znojile (gmina Tolmin)
Znojile – wieś w Słowenii, w gminie Tolmin. W 2018 roku liczyła 11 mieszkańców.